# Lăng tẩm Huế
Lăng tẩm Huế gồm những nơi dùng để an táng các vị vua, chúa cũng như hoàng tộc của những triều đại đã chọn Huế làm trung tâm quyền lực.

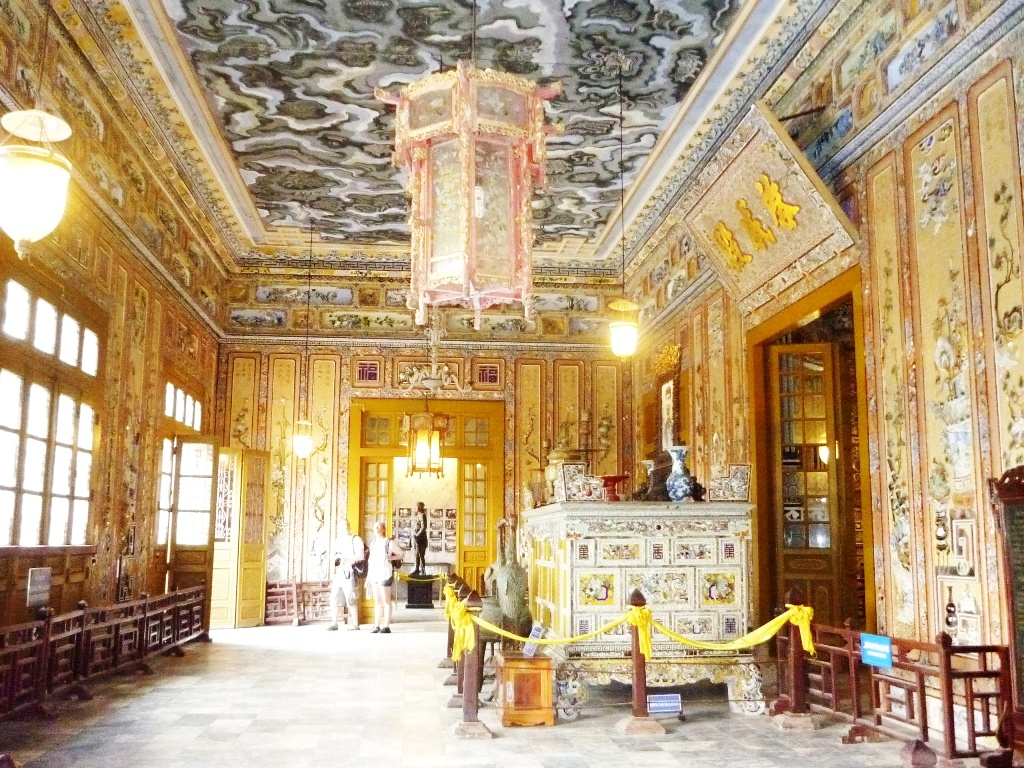
Một phần nội thất Lăng Khải Định

## Lăng mộ các chúa Nguyễn và cung phi

### Lăng 9 đời chúa Nguyễn
Gồm 9 khu lăng mộ: lăng Trường Cơ (chúa Nguyễn Hoàng), lăng Trường Diễn (chúa Nguyễn Phúc Nguyên), lăng Trường Diên (chúa Nguyễn Phúc Lan); Lăng Trường Hưng (chúa Nguyễn Phúc Tần); lăng Trường Mậu (chúa Nguyễn Phúc Thái); Lăng Trường Thanh (chúa Nguyễn Phúc Chu); lăng Trường Phong (chúa Nguyễn Phúc Chú); lăng Trường Thái (chúa Nguyễn Phúc Khoát); lăng Trường Thiệu (chúa Nguyễn Phúc Thuần) đặt ở các thôn phía tây Huế dọc hai bờ sông Hương.

### Lăng Tuyên Mục nhị vương
Năm 1809, hài cốt của Tân Chính vương Nguyễn Phúc Dương (được truy tôn là Cung Mẫn Anh Đoán Huyền Mặc Vĩ Văn Mục Vương, được xem như là chúa Nguyễn thứ 10) được vua Gia Long đem về cải táng thờ chung viên tẩm với cha là Nguyễn Phúc Hạo (1739-1760, được truy tôn là Duệ Tiềt Ôn Lương Anh Duệ Minh Đạt Tuyên Vương). Hiện lăng tọa lạc tại xóm Tẩm, phường Long Hồ, quận Phú Xuân, Huế. Lăng được Hội đồng trị sự Nguyễn Phước tộc trùng tu năm 2022.

### Lăng mộ cung phi của các chúa Nguyễn
Bên cạnh các lăng của mỗi chúa là lăng của các phi (vợ) của các chúa, lăng của các bà phi có khoảng 11 lăng. Các lăng đều được xây dựng theo kiểu kiến trúc đơn giản bằng đá bazan, gạch vồ gồm hai vòng trong ngoài. Trước mộ có hương án, đằng sau mộ có bình phong, trang trí rồng phượng, ghép nổi mảnh vôi vữa hoặc sành sứ.
Thời Tây Sơn các khu lăng tẩm này đã bị tàn phá khá nhiều, chỉ còn lại một công trình còn tương đối nguyên hình dạng là lăng mộ bà Chiêu Nghi Trần Thị Xạ.

#### Lăng Vĩnh Cơ
Lăng Vĩnh Cơ tọa lạc tại xã Hương Thọ, thị xã Hương Trà, Thừa Thiên - Huế là nơi an nghỉ của vợ chúa tiên Nguyễn Hoàng, mẹ Chúa Nguyễn Phúc Nguyên. Sau khi mất, bà được phong hiệu là Từ Lương Quang Thục Minh Đức Ý Cung Gia Dụ Hoàng Hậu.

#### Lăng Vĩnh Hưng
Lăng Vĩnh Hưng thờ bà Chiêu Thánh Hoàng hậu Chu Thị Viên, vợ cả chúa Nguyễn Phúc Tần, tọa lạc tại làng An Ninh, xã Thủy Bằng, huyện Hương Thủy, tỉnh Thừa Thiên - Huế. Bà mất ngày 26/12/1684, được truy phong là Từ Mậu Chiêu Thánh Cung Tình Trang Thận Hiếu Tiết Hoàng hậu.

#### Lăng Quang Hưng
Lăng Quang Hưng nằm trong quần thể lăng Gia Long ở xã Hương Thọ, huyện Hương Trà, Thừa Thiên Huế là lăng mộ bà Tống Thị Đôi, vợ chúa Nguyễn Phúc Tần, mẹ chúa Nguyễn Phúc Thái. Bà có hiệu là Từ Tiên Huệ Thánh Trinh Thuận Tĩnh Nhân Hiếu Triết Hoàng Hậu.

#### Lăng Vĩnh Mậu
Nằm cách lăng Quang Hưng không xa, lăng Vĩnh Mậu là lăng mộ của bà Tống Thị Lĩnh, vợ chúa Nguyễn Phúc Thái. Bà có hiệu là Anh Tông Hiếu Nghĩa Hoàng hậu.

#### Lăng Vĩnh Thanh
Lăng Vĩnh Thanh là nơi an nghỉ của Hiển tông Hiếu Minh hoàng hậu, tên húy Tống Thị Được (1680-1716) vợ chúa Nguyễn Phúc Chu. Lăng tọa lạc tại Đồng Chầm, thuộc tổ 13, khu vực V, phường Hương Hồ, thị xã Hương Trà, tỉnh Thừa Thiên Huế. Lăng được công nhận là di tích lịch sử (lưu niệm sự kiện) cấp tỉnh theo Quyết định số 1230/QĐ-UBND của UBND tỉnh ban hành ngày 04/6/2018.

#### Lăng Vĩnh Phong
Lăng Vĩnh Phong là nơi an nghỉ của bà Trương Thị Thư, hiệu là Hiếu Ninh Hoàng hậu, vợ chúa Nguyễn Phúc Chú, tọa lạc tại phường Hương Hồ, thị xã Hương Trà, Huế.

#### Lăng Vĩnh Thái
Lăng Vĩnh Thái là nơi an nghỉ của bà Trương Thị Dung, hiệu là Hiếu Vũ Hoàng hậu, vợ chúa Nguyễn Phúc Khoát, mẹ của Nguyễn Phúc Luân, bà nội vua Gia Long, tọa lạc tại gần đồi Vọng Cảnh phường Thủy Xuân, Huế.

#### Lăng Chiêu Nghi
Lăng Chiêu Nghi nằm tại phường Thủy Xuân, TP Huế, tỉnh Thừa Thiên - Huế là nơi an nghỉ của bà Chiêu Nghi Trần Thị Xạ (1710 - 1750) vợ chúa Nguyễn Phúc Khoát. Đây là lăng mộ duy nhất của thời 9 chúa Nguyễn còn giữ được kiến trúc nguyên bản cho đến khi triều Nguyễn thành lập. Dựa trên kiến trúc lăng Chiêu Nghi, nhà Nguyễn đã cho khôi phục hệ thống lăng mộ thời 9 chúa Nguyễn. Điều này lý giải vì sao tất cả các lăng mộ thời tiền Nguyễn ở Huế hiện nay đều có kiểu thức giống hệt nhau.

## Lăng Cơ Thánh
Lăng Cơ Thánh là lăng tầm thờ Nguyễn Phúc Luân (1733-1765) cha đẻ vua Gia Long. Lăng Cơ Thánh tọa lạc ở bên hữu ngạn sông Hương, cách trung tâm thành phố Huế chừng 8km về phía nam - tây nam. Dưới triều Nguyễn, lăng Cơ Thánh thuộc địa phận xã Cư Chánh, huyện Hương Trà, phủ Thừa Thiên. Lăng nằm sát bờ sông, phía bờ đối diện là các lăng Vĩnh Cơ, Trường Diễn và Trường Hưng; hơi chếch xuống dưới là điện Hòn Chén; ở bên phải, cách một dãy núi đất là Xương Lăng (lăng vua Thiệu Trị); bao bọc phía đằng sau lăng đều có núi che chắn; địa thế không thật rộng rãi nhưng rất hữu tình.
Năm 1790, lăng này bị quân Tây Sơn quật hài cốt đổ xuống sông. Một ngư dân tên Nguyễn Ngọc Huyên và con lặn hài cốt đem lên chôn chỗ khác. Mùa hè năm Tân Dậu (1801), vua Gia Long khôi phục được Kinh thành cũ, Nguyễn Ngọc Huyên mang tất cả câu chuyện trên kể lại. Vua Gia Long lập tức đưa hài cốt thân phụ về an táng tại chỗ cũ và xây cất lại như xưa.
Đến năm 1807, vua Gia Long bắt đầu cho trùng kiến lăng mộ của các vị tiên tổ, lăng mộ của thân phụ ông được ưu tiên trùng tu và được dâng tên hiệu là lăng Cơ Thánh.
Sách Khâm định Đại Nam hội điển sự lệ chép về ngôi lăng mộ này như sau: 
“Lăng Hưng Tổ Hiếu Khang Hoàng Đế gọi là lăng Cơ Thánh, ở núi Hưng Nghiệp phủ Thừa Thiên. Bảo thành cao 6 thước 3 tấc, chu vi 28 trượng, xây gạch, trước mở một cửa, còn đằng trước thì làm bái đình hai cấp, tả hữu có lan can, phía đông làm điện Canh Y, phía tây làm Thần Khố, đều ba gian”.
Lăng Cơ Thánh là lăng được xây dựng sớm nhất của triều Nguyễn; nó là cơ sở, là sự chuẩn bị cho sự ra đời của những ngôi lăng tẩm đồ sộ của các vua Nguyễn sau đó. Bản thân Triều Nguyễn cũng xem đây là một nơi hội tụ long mạch khiến cho triều đại có thể khôi phục và trường tồn (vì thế mới đổi gọi tên vùng núi lăng toạ lạc là Hưng Nghiệp Sơn. 

## Lăng mộ ở thời Tây Sơn
Nhà Tây Sơn trong thời gian tồn tại ngắn ngủi của mình cũng chọn Huế làm kinh đô và đã có một số lăng tẩm của họ tại Huế. Trong số các lăng có lẽ đáng chú ý nhất là lăng mộ vua Quang Trung; vì bị triều Nguyễn tàn phá nên hiện nay vị trí của lăng mộ này là không xác định được, chỉ có một số giả thuyết nó nằm đâu đó ở một cung điện tên là cung Đan Dương, phủ Dương Xuân, lăng Ba Vành hoặc núi Khuân Sơn ở Thừa Thiên Huế.

## Lăng mộ các hoàng đế nhà Nguyễn
Các vua triều Nguyễn đều xây dựng lăng mộ cho mình ngay khi còn sống vì quan điểm "sinh ký tử quy" (sống gửi thác về) của nhà Nho và triết lý sắc không vô thưởng của nhà Phật. Các khu lăng mộ xây sẵn có hai chức năng: là nơi khi thỉnh thoảng còn sống các vua lui tới để vui chơi và nơi chôn cất khi họ mất. Tất cả các lăng điều được xây dựng, quy hoạch theo đúng triết lý Phong Thủy phương Đông: bất cứ lăng nào cũng tuân thủ các nguyên tắc sơn triều thủy tụ, tiền án hậu chẩm, tả long hữu hổ... đã làm cho các lăng này có được những kiến trúc rất đẹp và thơ mộng. Tuy triều Nguyễn có 13 vua, nhưng vì nhiều lý do kinh tế chính trị chỉ 7 lăng được xây dựng.

### Lăng Gia Long

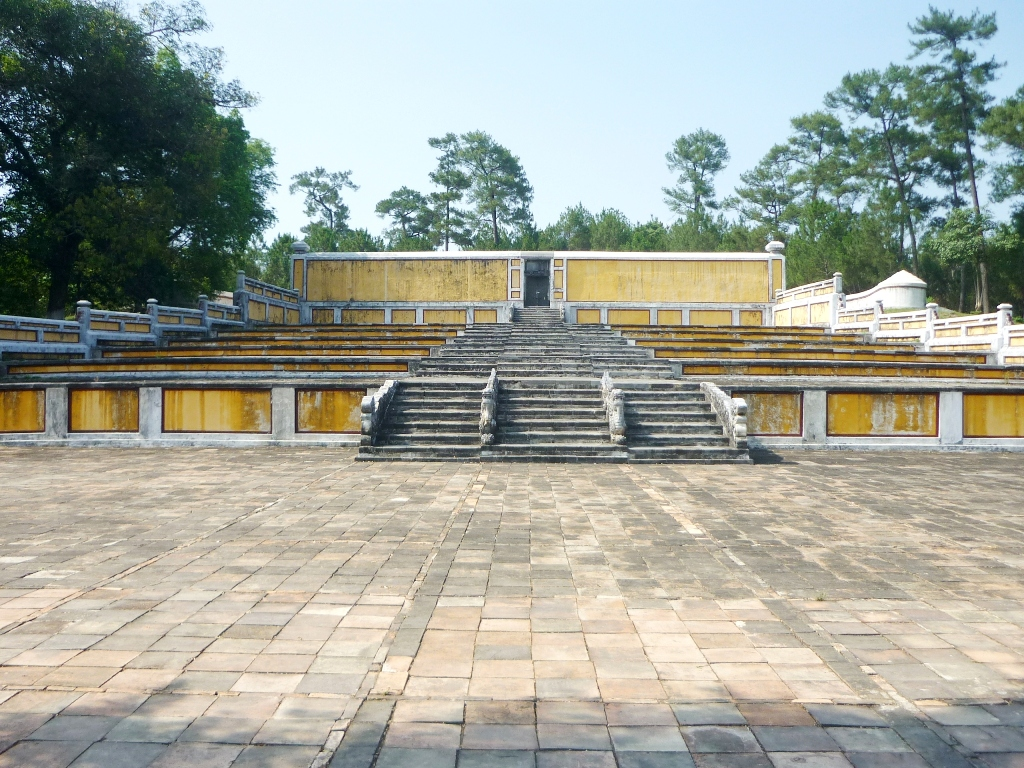
Lăng vua Gia Long

Lăng Gia Long còn gọi là Thiên Thọ Lăng (天授陵) bắt đầu được xây dựng từ năm 1814 và đến năm 1820 mới hoàn tất. Lăng thực ra là một quần thể nhiều lăng tẩm trong hoàng quyến. Toàn bộ khu lăng này là một quần sơn với 42 đồi, núi lớn nhỏ, trong đó có Đại Thiên Thọ là ngọn núi lớn nhất được chọn làm tiền án của lăng và là tên gọi của cả quần sơn này.

### Lăng Minh Mạng

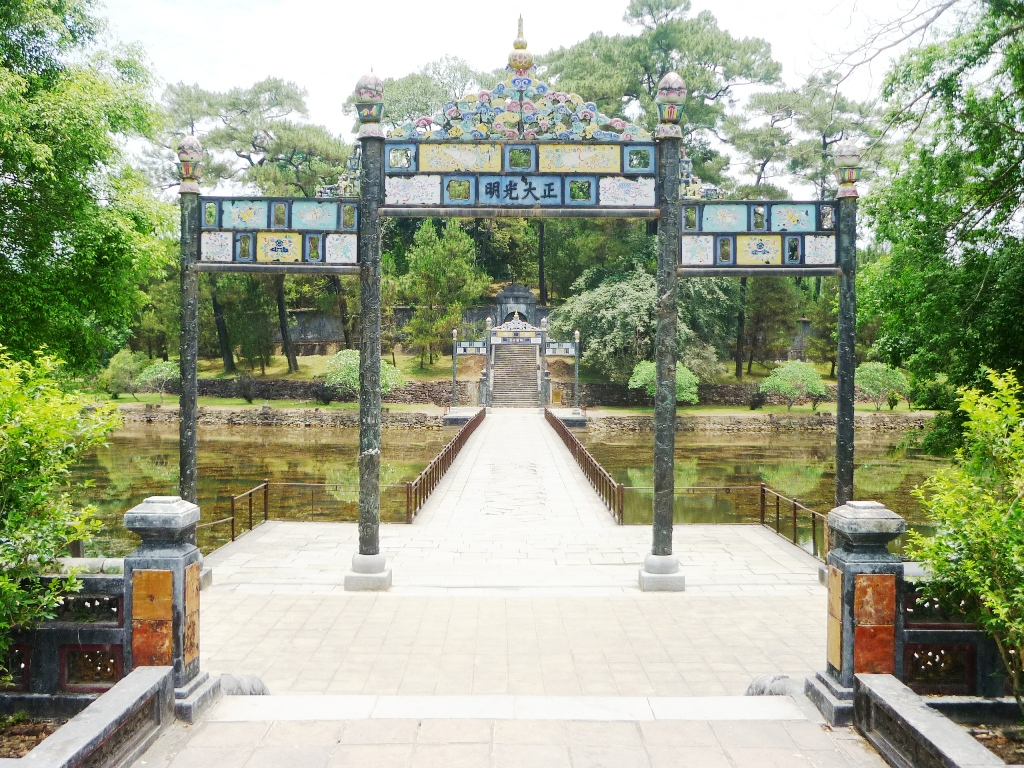
Lăng Minh Mạng

Lăng Minh Mạng còn gọi là Hiếu lăng (孝陵) do vua Thiệu Trị cho xây dựng từ năm 1840 đến năm 1843 để chôn cất vua cha Minh Mạng. Lăng nằm trên núi Cẩm Khê, gần ngã ba Bằng Lãng là nơi hội lưu của hai dòng Hữu Trạch và Tả Trạch hợp thành sông Hương, cách cố đô Huế 12 km.

### Lăng Thiệu Trị

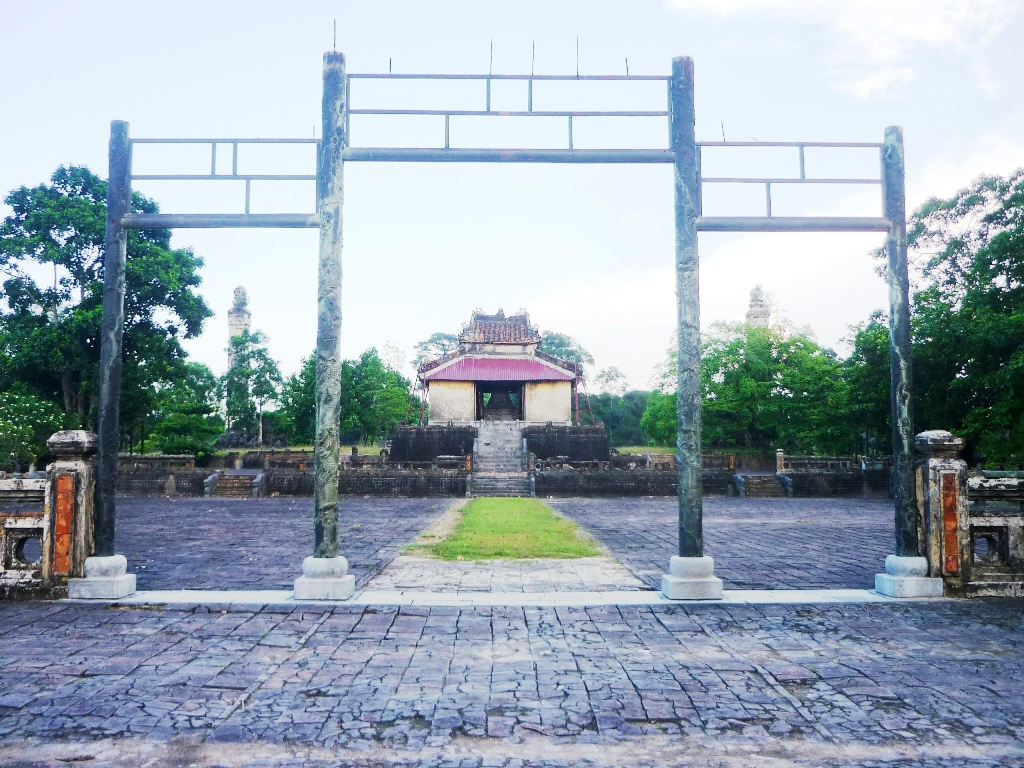
Lăng Thiệu Trị

Lăng Thiệu Trị còn gọi là Xương Lăng (昌陵) nằm ở địa phận thôn Cư Chánh, xã Thủy Bằng, huyện Hương Thủy. Được vua Tự Đức cho xây dựng vào năm 1847 để chôn cất vua cha Thiệu Trị. So với lăng tẩm các vua tiền nhiệm và kế vị, lăng Thiệu Trị có những nét riêng. Đây là lăng duy nhất quay mặt về hướng Tây Bắc, một hướng ít được dùng trong kiến trúc cung điện và lăng tẩm thời Nguyễn.

### Lăng Tự Đức

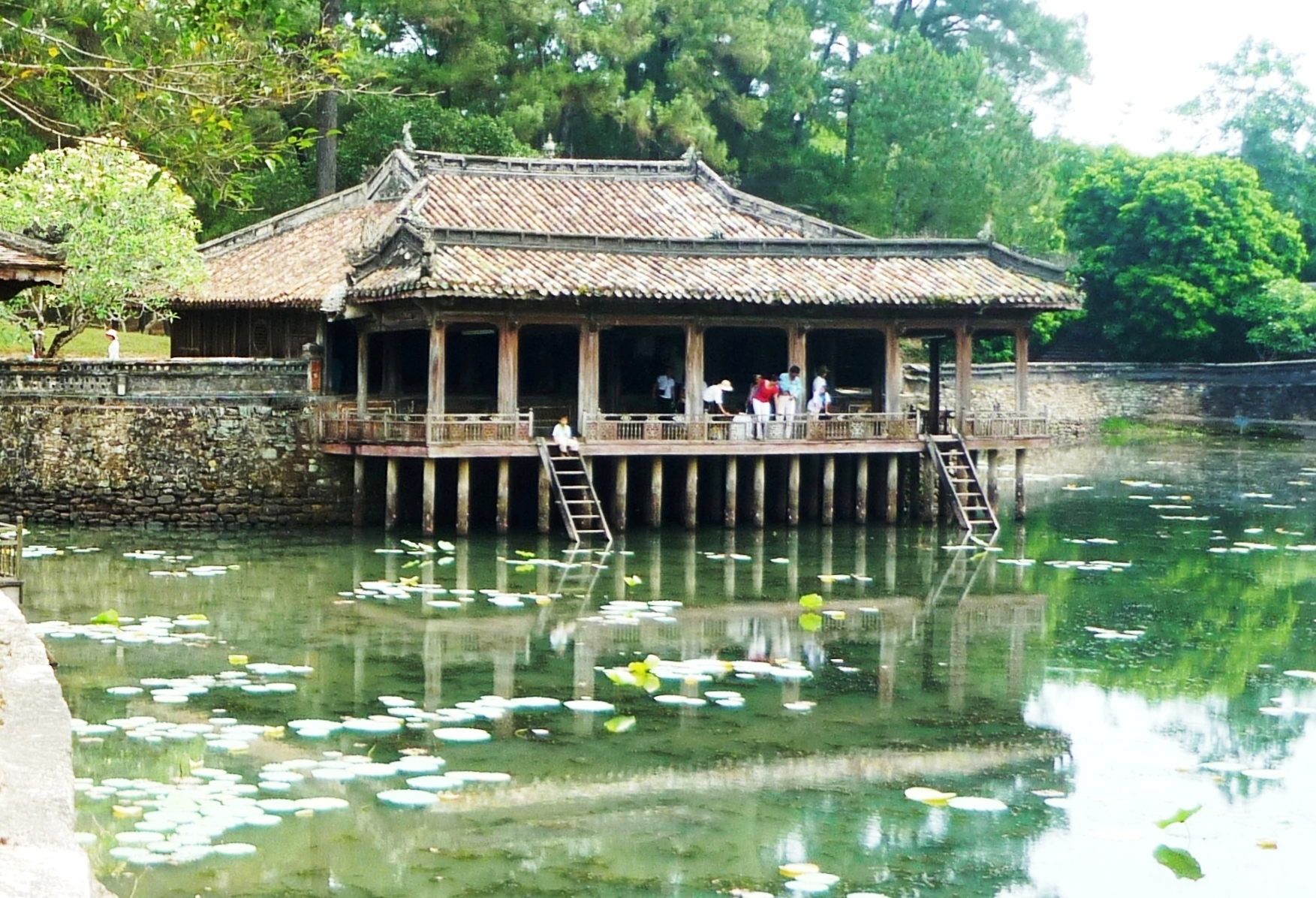
Xung Khiêm Tạ, Lăng Tự Đức

Lăng Tự Đức được chính vua Tự Đức cho xây dựng khi còn tại vị, là một quần thể công trình kiến trúc, trong đó có nơi chôn cất vua Tự Đức tọa lạc trong một thung lũng hẹp thuộc làng Dương Xuân Thượng, tổng Cư Chánh (cũ), nay là thôn Thượng Ba, phường Thủy Xuân, thành phố Huế. Lúc mới xây dựng, lăng có tên là Vạn Niên Cơ, sau cuộc nổi loạn Chày Vôi, Tự Đức bèn đổi tên thành Khiêm Cung (謙宮). Sau khi Tự Đức mất, lăng được đổi tên thành Khiêm Lăng (謙陵). Lăng có kiến trúc cầu kỳ, phong cảnh sơn thủy hữu tình và là một trong những lăng tẩm đẹp nhất của vua chúa nhà Nguyễn.

### Lăng Hiệp Hòa

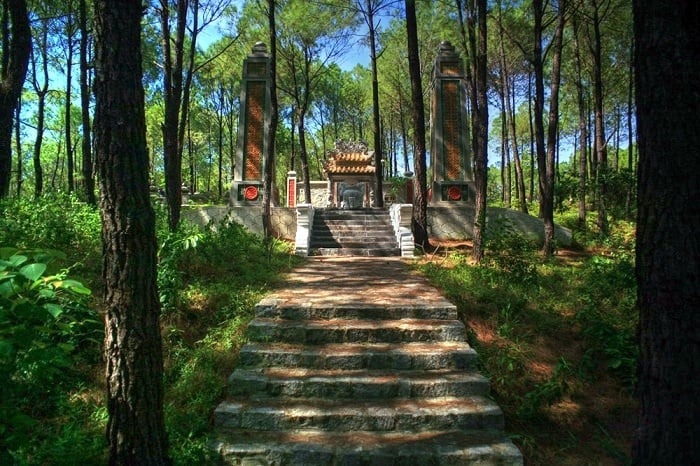
Lăng Hiệp Hòa

Vì là phế đế, nên vua Hiệp Hòa chỉ được an táng ở một ngôi mộ nhỏ ngày nay nằm trong khu rừng thông hoang vắng thuộc phường An Tây, TP Huế. Sau 130 năm bị lãng quên, ngôi mộ đơn sơ của vua Hiệp Hòa đã được những người dân gốc Huế ở TP HCM vận động quyên góp để trùng tu lại. Tháng 8 năm 2013, khu lăng mộ mới đã hoàn thành và được bàn giao lại cho cho con cháu nhà vua thuộc phủ Văn Lãng – Nguyễn Phước tộc. Khu lăng mộ đã được trùng tu lại theo kiến trúc cung đình triều Nguyễn với đầy đủ các hạng mục, gồm: tẩm lăng, bi đình, sân bi đình, đường trung đạo, trụ biểu, bình phong, hiển long và ẩn long... đúng tiêu chuẩn của một khu lăng mộ của một bậc hoàng đế. Là một công trình kiến trúc mới nên lăng mộ của vua Hiệp Hòa không nằm trong danh mục quần thể di tích cố đô Huế. Không nhiều du khách đến Huế biết về sự tồn tại của khu lăng mộ này.

### Lăng Kiến Phúc

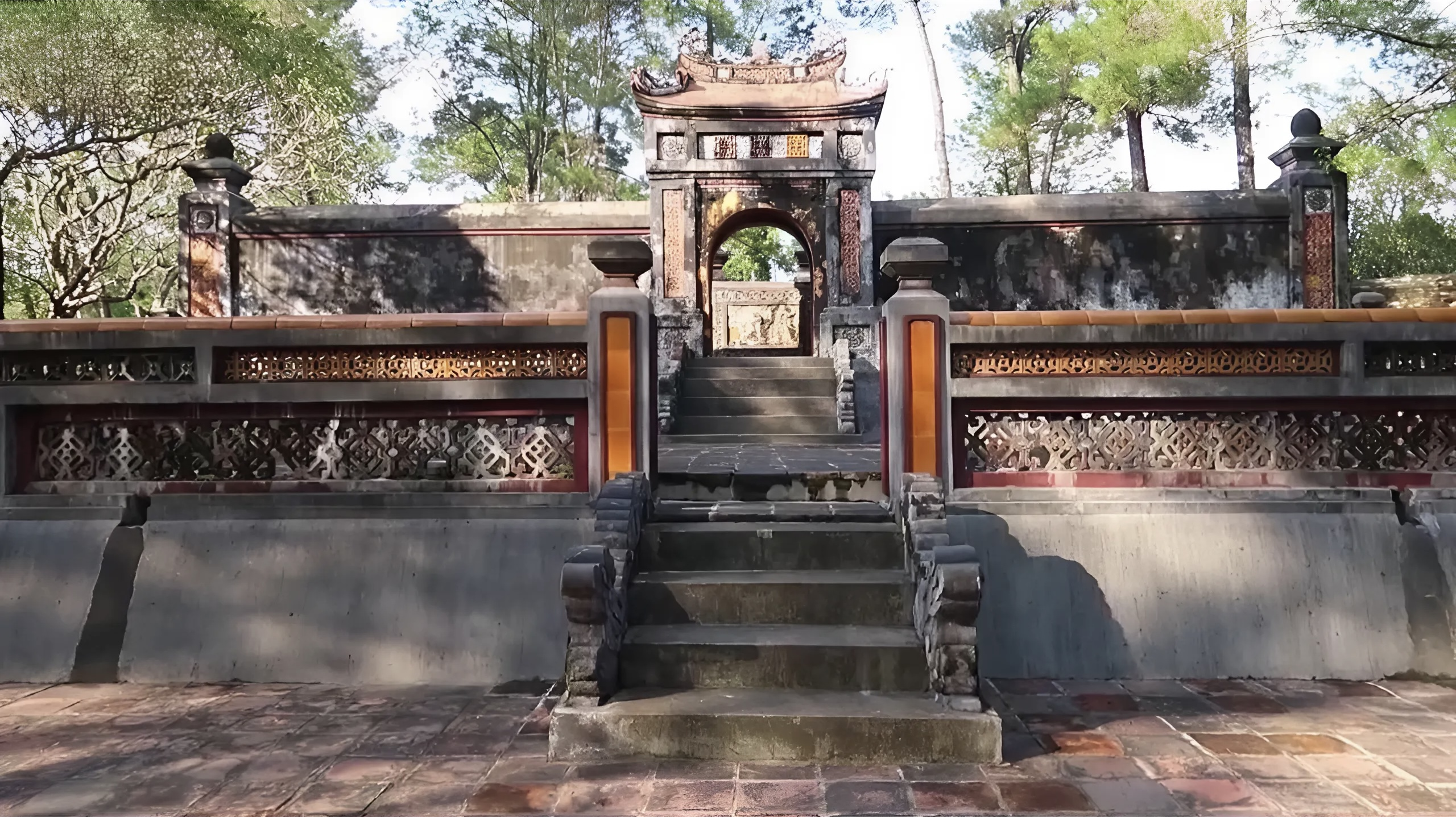
Lăng Kiến Phúc

Lăng Kiến Phúc, hay Bồi Lăng (陪陵), là lăng mộ của hoàng đế Kiến Phúc, vị hoàng đế thứ 7 của triều đại nhà Nguyễn trong lịch sử Việt Nam. Lăng tọa lạc tại làng Dương Xuân Thượng, huyện Hương Thủy, tỉnh Thừa Thiên Huế, bên tả ngạn hồ Lưu Khiêm, cùng phía với Khiêm Thọ Lăng (謙陵), trong khuôn viên của Lăng Tự Đức.

### Lăng Đồng Khánh

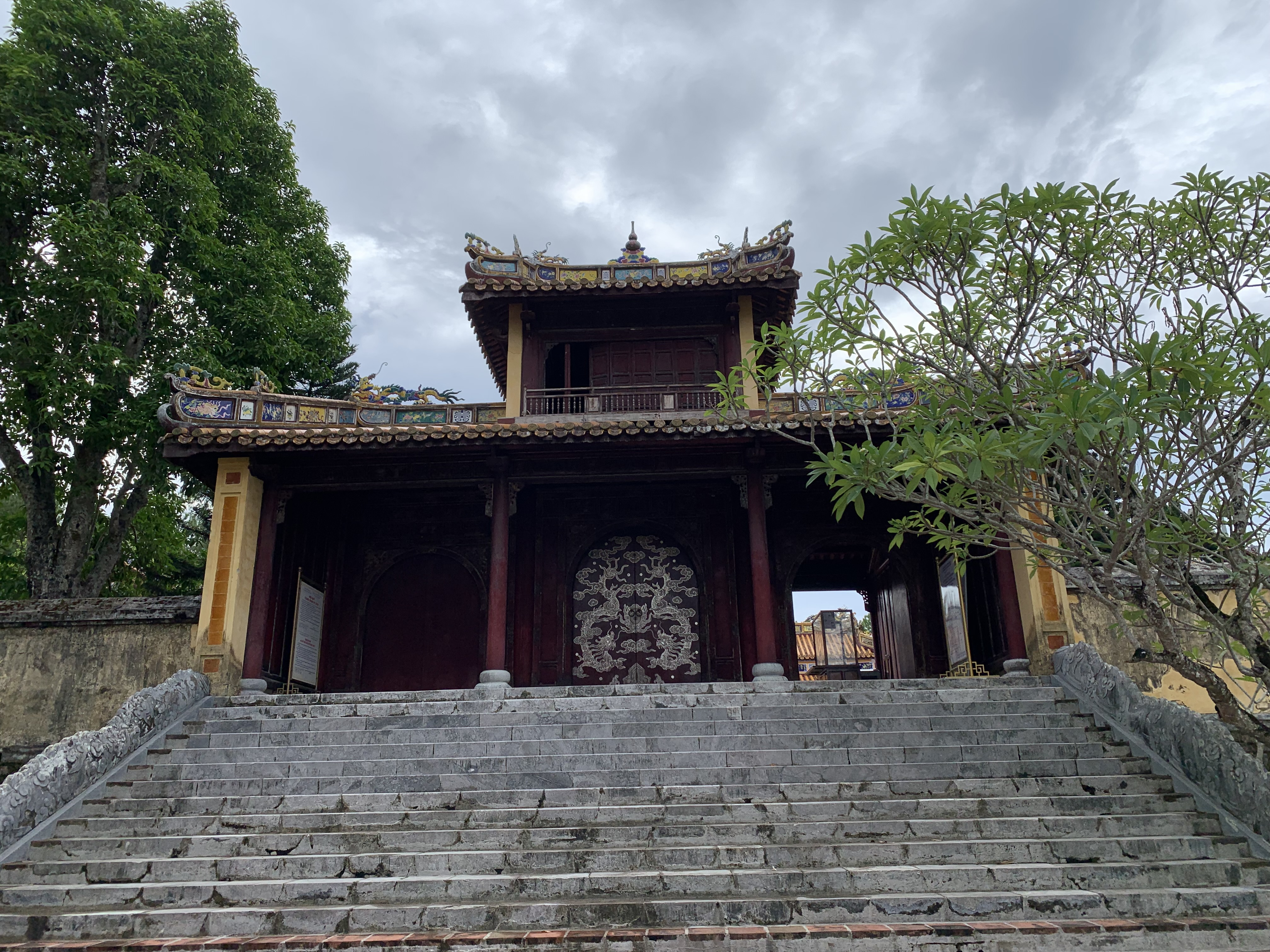
Cổng lăng Đồng Khánh

Lăng Đồng Khánh còn gọi là Tư Lăng (思陵) tọa lạc giữa một vùng quê thuộc làng Cư Sĩ, xã Dương Xuân ngày trước (nay là thôn Thượng Hai, phường Thủy Xuân, thành phố Huế). Nguyên trước đây là Điện Truy Tư được vua Đồng Khánh xây dựng để thờ cha mình là Kiên Thái Vương. Khi Đồng Khánh mắc bệnh và đột ngột qua đời. Vua Thành Thái (1889-1907) kế vị trong bối cảnh đất nước gặp nhiều khó khăn, kinh tế suy kiệt nên không thể xây cất lăng tẩm quy củ cho vua tiền nhiệm, đành lấy điện Truy Tư đổi làm Ngưng Hy để thờ vua Đồng Khánh.

### Lăng Dục Đức

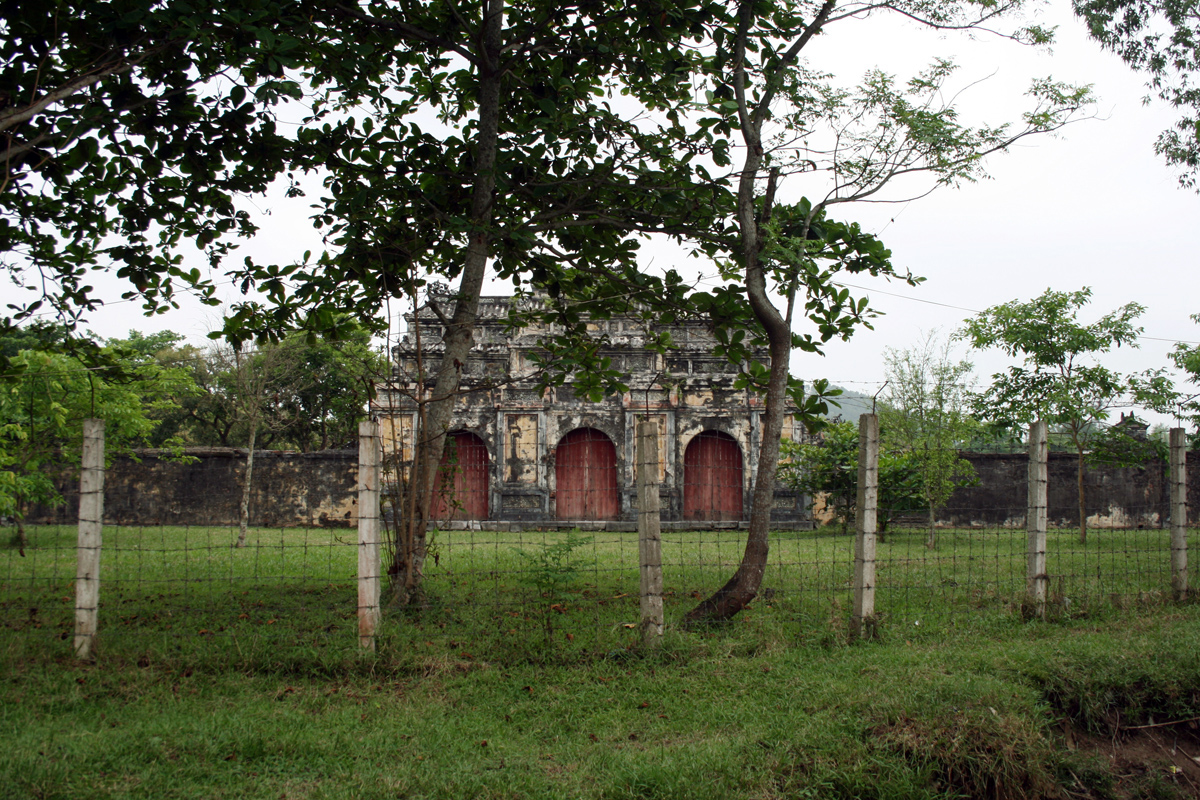
Cổng Nguyễn An Lăng

Lăng Dục Đức tên chữ An Lăng (安陵) tọa lạc tại thôn Tây Nhất, làng An Cựu, xưa thuộc huyện Hương Thủy, nay thuộc phường An Cựu, thành phố Huế, cách trung tâm thành phố chưa đầy 2 km; là nơi an táng của 3 vua nhà Nguyễn: Dục Đức, Thành Thái và Duy Tân. Dục Đức lên ngôi năm 1883 được 3 ngày thì bị phế truất và mất, sau này con ông là vua Thành Thái (lên ngôi năm 1889) cho xây lăng để thờ cha đặt tên là An Lăng. Năm 1954, khi vua Thành Thái mất, thi hài được đưa về chôn tại địa điểm hiện nay trong khu vực An Lăng và được thờ ở ngôi điện Long Ân. Năm 1987, hài cốt vua Duy Tân được đưa về an táng cạnh lăng Thành Thái.

### Lăng Khải Định

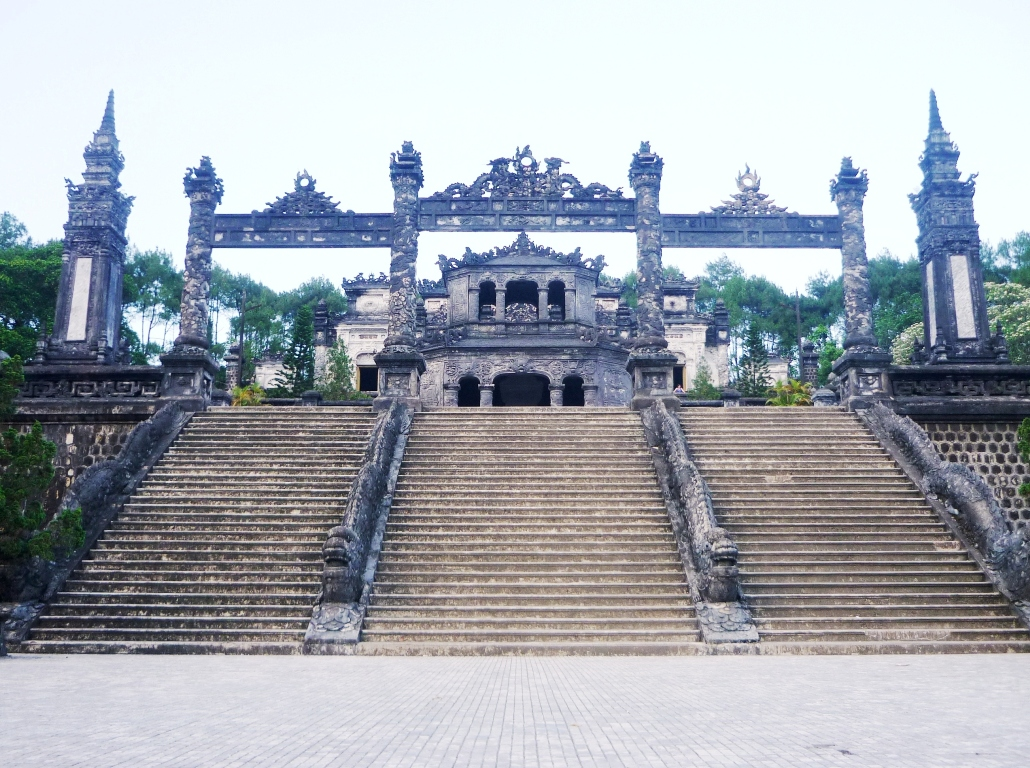
Lăng Khải Định

Lăng Khải Định còn gọi là Ứng Lăng (應陵) toạ lạc trên triền núi Châu Chữ (còn gọi là Châu Ê) bên ngoài kinh thành Huế là lăng mộ của vua Khải Định, vị vua thứ 12 của triều Nguyễn. Lăng được xây dựng từ năm 1920 ngay sau khi Khải Định lên ngôi. Về kiến trúc lăng Khải Định được người đời sau thường đặt ra ngoài dòng kiến trúc truyền thống thời Nguyễn bởi sự pha trộn kiến trúc Đông Tây Kim Cổ lạ thường, với các tác phẩm nghệ thuật ghép tranh sành sứ độc đáo.

## Lăng mộ hoàng hậu, hoàng thái hậu thời Nguyễn

### Lăng Thoại Thánh
Lăng Thoại Thánh hay còn gọi là lăng Thụy Thánh là một trong những lăng mộ có quy mô to lớn bậc nhất. Lăng mộ này tọa lạc trong khuôn viên lăng Gia Long, thuộc xã Hương Thọ, huyện Hương Trà, tỉnh Thừa Thiên - Huế, là nơi an nghỉ của bà Nguyễn Thị Hoàn (1736 - 1811), hiệu là Hiếu Khang Hoàng hậu, mẹ vua Gia Long.

### Lăng Thiên Thọ Hữu
Lăng Thiên Thọ Hữu nằm không xa lăng Thoại Thánh, là lăng mộ của Thuận Thiên Cao Hoàng hậu Trần Thị Đang (1769-1846), vợ thứ hai của vua Gia Long, mẹ vua Minh Mạng.

### Lăng Hiếu Đông
Lăng Hiếu Đông là di tích lăng mộ của bà Tá Thiên Nhân Hoàng hậu Hồ thị Hoa (1791-1807), vợ vua Minh Mạng, mẹ vua Thiệu Trị. Lăng tọa lạc ở phần núi làng Cư Chánh nay thuộc xã Thủy Bằng, huyện Hương Thủy, trong khu vực lăng Thiệu Trị.

### Lăng Xương Thọ
Lăng Xương Thọ, nằm ở xã Thủy Bằng, huyện Hương Thủy, gần lăng Thiệu Trị. Đây là nơi an nghỉ của Nghi Thiên Chương Hoàng hậu tức Hoàng thái hậu Từ Dụ (hay Từ Dũ, 1810 - 1902) vợ vua Thiệu Trị, mẹ vua Tự Đức.

### Lăng Khiêm Thọ
Lăng Khiêm Thọ là nơi an nghỉ của Lệ Thiên Anh Hoàng kậu (Võ Thị Duyên, 1828 – 1903) – vợ cả vua Tự Đức, tọa lạc ở phía Bắc của khuôn viên lăng Tự Đức. Lăng có cấu trúc điển hình của các lăng mộ hoàng hậu nhà Nguyễn với bốn tầng nền, được dẫn lên bằng hệ thống bậc cấp. Ba tầng dưới là những khoảng sân rộng, tầng trên cùng là nơi đặt mộ phần, gồm hai lớp tường thành. Vòng tường ngoài có trổ cổng.

### Lăng Tư Minh
Lăng Tư Minh hay lăng Thánh Cung, toạ lạc tại làng Dương Xuân, Hương Thủy, Thừa Thiên - Huế, gần lăng Đồng Khánh. Đây là nơi đặt phần mộ bà Thánh Cung, tức Phụ Thiên Thuần hoàng hậu Nguyễn Hữu Thị Nhàn (1870-1935), vợ cả vua Đồng Khánh. Lăng mộ này được xây dựng rất công phu và tinh xảo.

### Lăng Tư Thông
Lăng Tư Thông hay lăng Tiên Cung, còn có tên dân gian là lăng Vạn Vạn tọa lạc tại số 10 Trần Thanh Mại, phường An Đông, TP Huế, là lăng mộ của Hựu Thiên Thuần Hoàng hậu Dương Thị Thục (1868 - 1944), vợ của vua Đồng Khánh, mẹ đẻ vua Khải Định. Đây là một trong những lăng mộ hoàng hậu có quy mô nhất ở Huế. Công trình đã được công nhận là di tích kiến trúc nghệ thuật cấp quốc gia (2007).

### Lăng Từ Cung
Lăng Từ Cung nằm trên một ngọn đồi gần lăng Thánh Cung, là lăng mộ của bà Từ Cung tức Đoan Huy Hoàng thái hậu Hoàng Thị Cúc (1890-1980), vợ vua Khải Định, mẹ vua Bảo Đại. Bà là Hoàng thái hậu cuối cùng của nền quân chủ chuyên chế Việt Nam.

## Các lăng mộ hoàng tộc khác thời Nguyễn

### Lăng Hải Đông Quận vương
Nguyễn Phúc Đồng, tức Hải Đông Quận vương là một con thứ hai của Nguyễn Phúc Luân, anh cùng mẹ với vua Gia Long. Mùa thu năm Đinh Dậu (1777), quân Tây Sơn đánh vào Long Xuyên, ông bị họ giết chết vào ngày 18 tháng 9 (âm lịch) năm đó. Năm 1809, vua Gia Long đưa hài cốt của ông an táng tại núi La Khê, huyện Hương Trà, nay là làng La Khê, xã Hương Thọ, thị xã Hương Trà, tỉnh Thừa Thiên - Huế. Lăng nằm trong quần thể lăng chúa Nguyễn Hoàng (gồm lăng Trường Cơ, Trường Thái, Trường Thiệu và lăng Hải Đông Quận vương Nguyễn Phúc Đồng), được công nhận di tích cấp quốc gia QĐ số 2009/1998-QĐ/ BVHTT ngày 26/9/1998.

### Lăng Hoàng Cô
Lăng Hoàng Cô nằm trong quần thể lăng Gia Long, là nơi an nghỉ của Thái Trưởng Công chúa Long Thành tức Nguyễn Phúc Ngọc Tú (1759 – 1823), chị ruột vua Gia Long. Nét khác biệt của lăng Hoàng Cô với các lăng mộ hoàng tộc Nguyễn khác là mộ phần hình tòa tháp nhiều tầng giống như tháp chứa di cốt của các nhà sư trong chùa Phật giáo, do Công chúa đã xuất gia vào những năm cuối đời.

### Lăng Hoàng Tử Cảnh
Năm 1801, Hoàng tử Cảnh mất vì bệnh đậu mùa, được an táng ở Gia Định. Sau khi đã ổn định được đất nước, vua Gia Long cho đem về cải táng ở Dương Xuân (1809). Truy đặt tên thụy là Anh Duệ Hoàng Thái Tử (1805). Ngày nay lăng Hoàng tử Cảnh tọa lạc tại thôn Thượng Hai, phường Thủy Xuân, thành phố Huế. Từ ngoài đi vào, lăng nằm trên phía tay trái của Lăng Đồng Khánh.

### Lăng Diên Khánh Vương
Lăng mộ này là nơi an nghỉ của Diên Khánh Vương Nguyễn Phúc Tấn (1799-1817), con trai thứ 7 của vua Gia Long và mẹ là Chiêu nghi Nguyễn Hữu Thị Điền. Sau khi mất, ông được an táng tại ấp Ngũ Tây, xã An Cựu, tổng An Cựu, huyện Hương Thủy; nay thuộc tổ 10, khu vực 5, phường An Tây, thành phố Huế. Lăng Diên Khánh Vương đã được sửa chữa, trùng tu và tôn tạo nhiều lần, gần nhất là vào cuối năm 2011. Đây là một trong những lăng mộ điển hình cổ kính, mang đậm nét kiến trúc lăng mộ triều Nguyễn và là một trong những công trình kiến trúc lịch sử văn hóa biêu biểu.

### Lăng Kiên Thái Vương
Lăng của Kiên Thái Vương (1845-1876) tọa lạc trên một ngọn đồi kế bên lăng Đồng Khánh ở phía Nam kinh thành Huế. Kiên Thái Vương Nguyễn Phúc Hồng Cai là cha đẻ của ba vị vua triều Nguyễn: Đồng Khánh, Kiến Phúc và Hàm Nghi. Điểm đặc biệt của lăng mộ này là ở đây có hai bi đình (nhà bia) trong khi tất cả các lăng mộ khác chỉ có một bi đình. Hai bi đình nằm đối xứng ở hai bên trái và phải của lăng mộ.

### Lăng công chúa Quy Đức và phò mã Thuật
Lăng tẩm của công chúa Quy Đức và phò mã Thuật hiện tọa lạc trên đường Lê Ngô Cát, phường Thủy Xuân, Huế; bên trong khuôn viên lăng có một ngôi mộ nhỏ của Uyển La, con gái của hai người. Lăng mộ đang trong tình trạng xuống cấp.

### Lăng Vĩnh Tường Quận Vương
Lăng mộ của Vĩnh Tường Quận Vương Nguyễn Phúc Miên Hoành nằm tại tại xã Kim Ngọc (nay thuộc xã Hương Thọ, thành phố Huế). Ông là con trai thứ 5 của vua Minh Mạng.

### Lăng Huy Thuận Học phi
Nằm ở phường Thủy Xuân, TP Huế, cách lăng vua Tự Đức không xa, là lăng Huy Thuận Học phi Nguyễn Văn Thị Hương, một phi tần nổi tiếng của vua Tự Đức. Trong vụ xâm hại lăng mộ để làm bãi đỗ xe tham quan lăng Tự Đức - Đồng Khánh tháng 6 năm 2017, lăng bà Học Phi bị máy xúc ủi sát tới chân mộ, nhưng may mắn là không bị tổn hại nhiều.

### Lăng Thục Thuận Tài nhân
Tẩm mộ của Cửu giai Tài nhân họ Lê, thụy là Thục Thuận, vợ của vua Tự Đức hiện tọa lạc tại phường Thủy Xuân, Huế. Mộ của bà đã bị san ủi để làm bãi đỗ xe cho khách tham quan di tích. Hội đồng trị sự Nguyễn Phúc tộc đã gửi yêu cầu dựng lại ngôi mộ của bà ngay vị trí cũ đến chủ đầu tư và UBND Thừa Thiên Huế.

### Lăng Đoan Thục Phu nhân
Đoan Thục Phu nhân Trần Thị Nga (1832 - 1911) là đệ nhất phủ thiếp của ngài Thụy Thái Vương Nguyễn Phúc Hồng Y (con vua Thiệu Trị), sau khi bà mất thì được phong thụy là Đoan Thục phu nhân. Bà Trần Thị Nga là mẹ vua Dục Đức, là bà nội vua Thành Thái và là bà cố nội của vua Duy Tân. khu lăng bà Trần Thị Nga tọa lạc trên diện tích hơn 200 m2 ở đường Vũ Ngọc Phan (phường Thủy Xuân, TP Huế), được Ban lăng mộ của Hội đồng Nguyễn Phước tộc phát hiện ngày 5/7/2017 trong tình trạng bị bỏ hoang. Khu lăng này còn khá nguyên vẹn và có nhiều giá trị về mặt lịch sử, kiến trúc, mỹ thuật cung đình nhà Nguyễn. Khu lăng được chia thành 2 vòng thành lăng, phía trước có cổng vòm. Phía sau khu vực phần mộ của mẹ vua Dục Đức là tấm bia lớn có khắc bài thơ chữ Hán dài hàng trăm chữ.

### Lăng Quảng Thi Công Chúa
Nguyễn Phúc Thanh Cật sinh năm Kỷ Hợi (1839), là con gái thứ 21 của vua Thiệu Trị, mẹ là Lục giai Tiệp dư Nguyễn Đình Thị Loan, người Quảng Trị. Năm Tự Đức thứ 22 (1869), bà được sách phong làm Quảng Thi Công chúa (廣施公主). Năm Tự Đức thứ 32 (1879), Kỷ Mão, công chúa mất, thọ 41 tuổi, được ban thụy là Mỹ Thục (美淑). Tẩm mộ của công chúa hiện nay tọa lạc tại Khu vực 4, phường Thủy Xuân, Huế.

## Xâm phạm lăng mộ

### Dự án bãi đỗ xe lăng Tự Đức - Đồng Khánh
Dự án bãi đỗ xe tham quan lăng Tự Đức - lăng Đồng Khánh (tại Phường Thủy Xuân, TP.Huế) do UBND tỉnh Thừa Thiên-Huế cấp phép đầu tư với diện tích gần 17.000 m2, trên cơ sở quy hoạch đã được thống nhất của Bộ Văn hóa Thể thao Du lịch. Quá trình san ủi mặt bằng, tháng 6 năm 2017, đơn vị đầu tư là Công ty Chuỗi Giá Trị đã san phẳng một ngôi mộ cổ. Sau đó Hội đồng trị sự Nguyễn Phúc tộc tìm thấy bia đá và huyệt mộ, xác định đây là ngôi mộ của bà Tài nhân cửu giai họ Lê, phi tần vua Tự Đức. Dự án này sau đó bị đình chỉ và đến tháng 7 năm 2019, chủ đầu tư đã thỏa thuận Hội đồng trị sự Nguyễn Phúc tộc giữ lại diện tích cũ và xây dựng lại lăng mộ. Hơn 4 năm sau khi bia và huyệt mộ của bà Tài nhân họ Lê, phi tần của vua Tự Đức được phát hiện, lăng mộ vẫn chưa được xây cất lại.

### Đào trộm mộ mẹ vua Dục Đức
Ngày 19/11/2017, nhiều người trong Hội đồng trị sự Nguyễn Phước tộc đến khu lăng mộ Đoan Thục Phu nhân Trần Thị Nga để thắp hương thì phát hiện tấm bia của lăng bị bứng đưa ra ngoài, đế bia và thân bia bị gãy đôi. Khu vực đặt tấm bia bị đào phá tan hoang, gạch đất vương vãi nhiều nơi.